# Robbie Benson
Robbie Benson (Athlone, 7 de mayo de 1992) es un futbolista irlandés que juega como centrocampista, a actualmente se encuentra sin equipo desde el 1 de enero de 2025 venció contrato con el Dundalk FC de la SSE Airtricity premier division de Irlanda.

## Selección nacional
Benson fue internacional sub-16 y sub-17 con la selección de fútbol de Irlanda.

## Clubes
| Club                        | País    | Año       |
| --------------------------- | ------- | --------- |
| Athlone Town F. C.          | Irlanda | 2008-2010 |
| UC Dublín                   | Irlanda | 2010-2015 |
| Dundalk F. C.               | Irlanda | 2016-2019 |
| St Patrick's Athletic F. C. | Irlanda | 2020-2021 |
| Dundalk F. C.               | Irlanda | 2022-     |

## Palmarés

### Títulos nacionales
| Título                     | Club                        | País    | Año  |
| -------------------------- | --------------------------- | ------- | ---- |
| Premier Division           | Dundalk F. C.               | Irlanda | 2016 |
| Copa de la Liga de Irlanda | Dundalk F. C.               | Irlanda | 2017 |
| Premier Division           | Dundalk F. C.               | Irlanda | 2018 |
| Copa de Irlanda            | Dundalk F. C.               | Irlanda | 2018 |
| Premier Division           | Dundalk F. C.               | Irlanda | 2019 |
| Copa de la Liga de Irlanda | Dundalk F. C.               | Irlanda | 2019 |
| Supercopa de Irlanda       | Dundalk F. C.               | Irlanda | 2019 |
| Copa de Irlanda            | St Patrick's Athletic F. C. | Irlanda | 2021 |